# Acacia triquetra
Acacia triquetra är en ärtväxtart som beskrevs av George Bentham. Acacia triquetra ingår i släktet akacior, och familjen ärtväxter. Inga underarter finns listade i Catalogue of Life.